# Глушарин, Иларий Казимирович
Иларий Казимирович Глушарин ( 25 января  1895, Слупцы — 22 августа 1963, Уфа) — советский актёр и режиссёр. Заслуженный  деятель искусств Башкирской АССР (1945). Член КПСС с 1943 года.

## Биография
С 1916 года — актёр различных драматических коллективов Москвы. В 1918 — 1936 актёр, режиссёр театров Белоруссии, России, Украины. С 1938 художественный руководитель ТЮЗа, в 1941 — 1944 — Белебеевского филиала Русского драмтеатра (Уфа). В 1936 — 1938 и в 1944—1961 актёр, режиссёр Республиканского русского драмтеатра. В 1946—52 председатель Башкирского отделения ВТО. Заслуженный деятель искусств БАССР (1945). Член Союза театральных деятелей (1937). Наиболее ярко проявил себя в амплуа «социального героя»: Артур Риварес («Овод» С.Прокопьева по одноименному роману Э.Л.Войнич), Платон Кречет (одноименная драма А.Е.Корнейчука), Незнамов («Без вины виноватые» А.Н.Островского). Среди значительных ролей — Сирано («Сирано де Бержерак» Э.Ростана), Борис Годунов («Смерть Иоанна Грозного» А.К.Толстого), Нинкович («Госпожа министерша» Б.Нушича). Режиссёрское творчество Глушарина отличалось оригинальностью, продуманностью художественной концепции, определённостью стиля и жанра. Высокую оценку театральной критики и признание зрителей получили его спектакли: в Русском драматическом театре — «Русский вопрос» К.М.Симонова (1947), «Много шума из ничего» У.Шекспира (1950), «Машенька» А.Н.Афиногенова (1951); в ТЮЗе — «Дом № 5» И.В.Штока, «Белеет парус одинокий» В.П.Катаева (1939) и др. Автор пьес «Это было так», «Кто виноват?», «Во имя жизни».